# Long Biên (phường)
Long Biên là một phường thuộc thành phố Hà Nội, Việt Nam.
Phường Long Biên được thành lập năm 2002 trên cơ sở toàn bộ 723,13 ha diện tích tự nhiên và 9.455 người của xã Long Biên, huyện Gia Lâm.

## Địa lý
Địa giới hành chính phường Long Biên:
- Phía Đông tiếp giáp xã Gia Lâm, Bát Tràng (ranh giới đi theo đường CT37)
- Phía Tây tiếp giáp các phường Bồ Đề, Hồng Hà (ranh giới đi theo sông Hồng - đường giao thông quy hoạch)
- Phía Nam tiếp giáp phường Lĩnh Nam (ranh giới đi theo sông Hồng)
- Phía Bắc tiếp giáp phường Việt Hưng, Phúc Lợi (ranh giới đi theo đường QL5)

## Hành chính
Ngày 16 tháng 6 năm 2025, Quốc hội Việt Nam quyết định sắp xếp một phần diện tích tự nhiên, quy mô dân số của các phường Cự Khối, Phúc Đồng, Thạch Bàn (quận Long Biên cũ), xã Bát Tràng (huyện Gia Lâm cũ), một phần diện tích tự nhiên, toàn bộ quy mô dân số của phường Long Biên (quận Long Biên cũ), một phần diện tích tự nhiên của phường Bồ Đề và phường Gia Thụy (quận Long Biên cũ) thành phường mới có tên gọi là phường Long Biên.
Sau đợt sắp xếp đơn vị hành chính năm 2025, phường Long Biên có 37 tổ dân phố, được đánh số từ 1 đến 37. Trong đó, 19 tổ dân phố phần lớn thuộc phường Thạch Bàn cũ được giữ nguyên tên gọi và đổi tên 18 tổ dân phố thuộc các phường Phúc Đồng, Long Biên, và Cự Khối cũ.

## Địa chỉ trụ sở các cơ quan
- Trụ sở Đảng ủy phường: Số 195, đường Thạch Bàn, tổ 6, phường Long Biên (Địa chỉ cũ: Số 195, đường Thạch Bàn, tổ 6, phường Thạch Bàn, quận Long Biên)
- Trụ sở UBND phường: Số 199, đường Bát Khối, phường Long Biên (Địa chỉ cũ: Số 199, đường Bát Khối, phường Long Biên, quận Long Biên)